# とくべチュ、して/恋人以上、好き未満
「とくべチュ、して/恋人以上、好き未満」（とくべチュ、して/こいびといじょう、すきみまん）は、日本の女性アイドルグループ・=LOVEのシングル。作詞は指原莉乃、「とくべチュ、して」の作曲は浦島健太、菊池博人、「恋人以上、好き未満」の作曲は中村瑛彦が担当した。2025年2月26日に=LOVEの18thシングルとしてソニー・ミュージックレーベルズ（SACRA MUSIC）から発売された。＝LOVEとしては初となる両A面シングルである。楽曲のセンターポジションは佐々木舞香が務めた。

## 概要
初回仕様限定盤のType-A・Type-B・Type-C（CD+DVD）、Type-D（CD+Blu-ray）、期間生産限定盤のType-E（CD+Blu-ray）、通常盤のType-F（CDのみ）の6形態でのリリース。
2024年9月6日、18thシングルの発売が発表された。当初は2024年12月4日の発売予定だったが、2024年10月30日にプロジェクトの都合による発売の延期が発表された。
2024年11月22日、2025年1月より放送のTVアニメ「クラスの大嫌いな女子と結婚することになった。」のオープニングテーマを担当することが発表された。同月27日に行われた同アニメの生放送特番にて、「恋人以上、好き未満」の曲名と一部音源が初解禁された。
2024年12月10日、18thシングルの発売日が2025年2月26日に決定したことが発表された。
2025年1月4日、「恋人以上、好き未満」のTVサイズ音源の配信がスタートした。
2025年1月28日、「恋人以上、好き未満」のミュージックビデオと18thシングルのアートワークが解禁された。
2025年2月2日、『＝LOVE ARENA TOUR 2025「～Timeless Tales～」』初日公演の埼玉県・さいたまスーパーアリーナ公演にて「とくべチュ、して」のミュージックビデオが解禁され、18thシングルが両A面シングルとなることが発表された。
2025年3月5日、フジテレビ系「週刊ナイナイミュージック」に出演し、「とくべチュ、して」を披露した。
2025年3月14日（13日深夜）、日本テレビ系「バズリズム02」に出演し、「とくべチュ、して」を披露した。また、同年7月26日（25日深夜）、同番組にて「とくべチュ、して」を再度披露した。
2025年5月12日、TBS「CDTVライブ!ライブ!」に出演し、「とくべチュ、して」をフルサイズでテレビ初披露した。着用衣装は7周年コンサートの魔法少女衣装。また同年7月7日、同番組に初のOKAWARIライブとして出演し、「とくべチュ、して」を再度フルサイズで披露した。着用衣装は7周年コンサートの猫衣装。
2025年5月23日、テレビ朝日系「ミュージックステーション 2時間スペシャル」に出演し、「とくべチュ、して」をMステver.で披露した。同番組への出演は9thシングル「ウィークエンドシトロン」での初出演以来、9作ぶり2度目の出演となった。着用衣装は6周年コンサートのピンキー衣装。この出演の際に、中島健人やNiziUメンバーらと撮影したコラボダンス動画も話題となった。
2025年6月6日、「とくべチュ、して」のTikTok再生回数が10億回を突破した。
2025年7月2日、フジテレビ「週刊ナイナイミュージックプレゼンツ FNS後夜祭」に出演し、「とくべチュ、して」を披露した。着用衣装は7周年コンサートの魔法少女衣装。
2025年7月、Travis Japanの宮近海斗の過去の生写真が「とくべチュ、して」の振付と似ているとSNS上で話題になる。

## アートワーク
| TYPE-A | 齋藤樹愛羅・佐々木舞香・野口衣織                   |
| TYPE-B | 音嶋莉沙・齋藤樹愛羅・佐々木舞香・髙松瞳・山本杏奈 |
| TYPE-C | 大谷映美里・大場花菜・瀧脇笙古・野口衣織・諸橋沙夏 |
| TYPE-D | 全員                                               |
| TYPE-E | アニメ絵柄デジパック仕様                           |
| TYPE-F | 全員                                               |

## ミュージック・ビデオ
とくべチュ、して
監督：新宮良平 / 振付：SACO MAKITA
2025年2月2日に行われた『＝LOVE ARENA TOUR 2025「～Timeless Tales～」』初日公演の埼玉県・さいたまスーパーアリーナ公演にて解禁された。公開から9日で500万回再生を突破し、自己過去最速となる45日で1000万回再生を突破した。また、2025年7月31日には2000万回再生を突破した。
恋人以上、好き未満
監督：大野敏嗣 / 振付：shoji（s**t kingz）
撮影は日本大学理工学部のキャンパスで行われた。
超特急逃走中
監督：ナカジマセイト / 振付：CRE8BOY
撮影は日本大学理工学部の船橋キャンパスで行われた。また、MV内に出てくるトロッコは＝LOVEのライブで実際に使用しているもの。

## メディアでの使用
恋人以上、好き未満
テレビアニメ『クラスの大嫌いな女子と結婚することになった。』主題歌。

## シングル収録トラック

### 全タイプ共通 (Type-E以外)
| #         | タイトル                              | 作詞      | 作曲                             | 編曲        | 時間  |
| --------- | ------------------------------------- | --------- | -------------------------------- | ----------- | ----- |
| 1.        | 「とくべチュ、して」                  | 指原莉乃  | 浦島健太、菊池博人               | 菊池博人    | 3:59  |
| 2.        | 「恋人以上、好き未満」                | 指原莉乃  | 中村瑛彦                         | 古川貴浩    | 4:29  |
| 3.        | 「超特急逃走中」                      | 指原莉乃  | YUU for YOU、Giz’Mo（from Jam9） | YUU for YOU | 3:50  |
| 4.        | 「とくべチュ、して -Instrumental-」   |           | 浦島健太、菊池博人               | 菊池博人    | 3:59  |
| 5.        | 「恋人以上、好き未満 -Instrumental-」 |           | 中村瑛彦                         | 古川貴浩    | 4:29  |
| 6.        | 「超特急逃走中 -Instrumental-」       |           | YUU for YOU、Giz’Mo（from Jam9） | YUU for YOU | 3:49  |
| 合計時間: | 合計時間:                             | 合計時間: | 合計時間:                        | 合計時間:   | 24:35 |

### Type-A
| #  | タイトル                                                       | 作詞 | 作曲・編曲 |
| -- | -------------------------------------------------------------- | ---- | ---------- |
| 1. | 「イコノイジョイ大感謝祭2024「イコラブハロウィンパーティー」」 |      |            |

### Type-B
| #  | タイトル                                  | 作詞 | 作曲・編曲 |
| -- | ----------------------------------------- | ---- | ---------- |
| 1. | 「イコラブ社員旅行 in ヒューストン 前編」 |      |            |

### Type-C
| #  | タイトル                                  | 作詞 | 作曲・編曲 |
| -- | ----------------------------------------- | ---- | ---------- |
| 1. | 「イコラブ社員旅行 in ヒューストン 後編」 |      |            |

### Type-D
| #  | タイトル                                                      | 作詞 | 作曲・編曲 |
| -- | ------------------------------------------------------------- | ---- | ---------- |
| 1. | 「君の第３ボタン パフォーマンス映像」                         |      |            |
| 2. | 「キミは＝LOVEを愛せるか!!! 2024年5月放送分ダイジェスト映像」 |      |            |
| 3. | 「誰にもバレずに パフォーマンス映像」                         |      |            |
| 4. | 「キミは＝LOVEを愛せるか!!! 2024年6月放送分ダイジェスト映像」 |      |            |
| 5. | 「キミは＝LOVEを愛せるか!!! 2024年7月放送分ダイジェスト映像」 |      |            |
| 6. | 「キミは＝LOVEを愛せるか!!! 2024年8月放送分ダイジェスト映像」 |      |            |

### Type-E
| #         | タイトル                              | 作詞      | 作曲                             | 編曲        | 時間  |
| --------- | ------------------------------------- | --------- | -------------------------------- | ----------- | ----- |
| 1.        | 「恋人以上、好き未満」                | 指原莉乃  | 中村瑛彦                         | 古川貴浩    | 4:29  |
| 2.        | 「とくべチュ、して」                  | 指原莉乃  | 浦島健太、菊池博人               | 菊池博人    | 3:59  |
| 3.        | 「超特急逃走中」                      | 指原莉乃  | YUU for YOU、Giz’Mo（from Jam9） | YUU for YOU | 3:50  |
| 4.        | 「恋人以上、好き未満 -TV ver-」       | 指原莉乃  | 中村瑛彦                         | 古川貴浩    | 1:29  |
| 5.        | 「恋人以上、好き未満 -Instrumental-」 |           | 中村瑛彦                         | 古川貴浩    | 4:29  |
| 6.        | 「とくべチュ、して -Instrumental-」   |           | 浦島健太、菊池博人               | 菊池博人    | 3:59  |
| 7.        | 「超特急逃走中 -Instrumental-」       |           | YUU for YOU、Giz’Mo（from Jam9） | YUU for YOU | 3:49  |
| 合計時間: | 合計時間:                             | 合計時間: | 合計時間:                        | 合計時間:   | 26:04 |

| #  | タイトル                                                                                    | 作詞 | 作曲・編曲 |
| -- | ------------------------------------------------------------------------------------------- | ---- | ---------- |
| 1. | 「TVアニメ 「クラスの大嫌いな女子と結婚することになった。」ノンクレジットオープニング映像」 |      |            |

## 歌唱メンバー
とくべチュ、して
（センター：佐々木舞香）
- 大谷映美里、大場花菜、音嶋莉沙、齋藤樹愛羅、佐々木舞香、髙松瞳、瀧脇笙古、野口衣織、諸橋沙夏、山本杏奈

恋人以上、好き未満
（センター：佐々木舞香）
- 大谷映美里、大場花菜、音嶋莉沙、齋藤樹愛羅、佐々木舞香、髙松瞳、瀧脇笙古、野口衣織、諸橋沙夏、山本杏奈

超特急逃走中
（センター：野口衣織）
- 大谷映美里、大場花菜、音嶋莉沙、齋藤樹愛羅、佐々木舞香、髙松瞳、瀧脇笙古、野口衣織、諸橋沙夏、山本杏奈